# Albertus Perk (szermierz)
Albertus Cornelis Perk (ur. 16 września 1887 w Anna Paulowna, zm. 14 maja 1919 w Ramsloh) – holenderski szermierz, uczestnik igrzysk olimpijskich.
W 1912 roku podczas V Letnich Igrzysk Olimpijskich w Sztokholmie wziął udział w indywidualnym turnieju szpadzistów. W rundzie eliminacyjnej walczył z reprezentantami z Norwegii, Belgii, Wielkiej Brytanii, USA, Czech i Związku Południowej Afryki. Wygrał dwie z sześciu walk i odpadł z dalszej części turnieju. Był najmłodszym szermierzem reprezentującym Holandię na tych igrzyskach – w chwili startu miał ukończone 24 lata.
Zginął w wypadku lotniczym samolotu Rumpler C.VIII podczas prowadzenia fotografii lotniczej.